# Peter Schweri

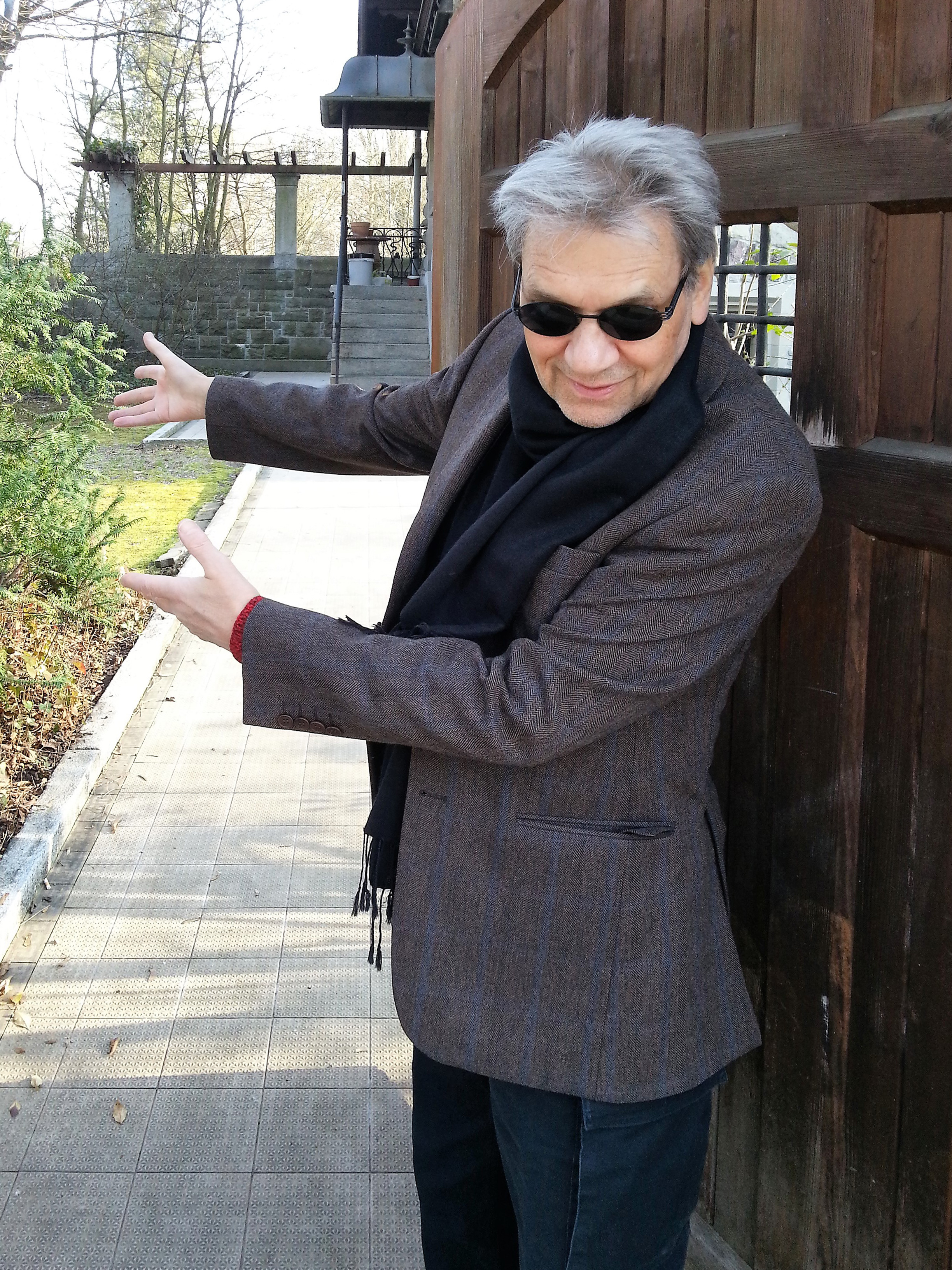
Peter Schweri am Eingang zu seiner Wohnung in der Villa Egli, Zürich / 2014

Peter Schweri (* 20. Juni 1939 in Dietikon; † 25. November 2016 in Zürich) war ein Schweizer Kunstmaler, Zeichner, Objektkünstler, Fotograf und ab 2008 Musikkompositeur. Er ist ein Vertreter des Zürcher Konstruktivismus.

## Leben und Werk
Nach einer Lehre als Hochbauzeichner von 1956 bis 1959 an der Gewerbeschule Zürich studierte Schweri von 1959 bis 1960 an der Kunstgewerbeschule Zürich bei Hansjörg Mattmüller und von 1960 bis 1961 einige Monate in der Grafikklasse bei Josef Müller-Brockmann. Sein zeichnerisches und künstlerisches Talent führte dazu, dass Paul Gredinger, Werbeagent der Agentur GGK (Gerstner u. Kutter) ihn 1962 für die Herstellung von Kunstwerken zur künstlerischen Imagepflege der Agentur engagierte. In den 1960er Jahren befasste er sich intensiv mit Fotografie und Filmkunst. Es entstanden Filme für diverse Auftraggeber in Studios in Mailand, Zürich und Paris. In dieser Zeit betätigte er sich auch als Innenarchitekt. 1967 produzierte er den ersten Kunstfilm (Videoclip-Vorläufer) für eine Discothek in Mailand und kreierte eine Light Show mit Filmmaterial und Diashows, die synchron auf drei Leinwänden im Nachtclub Black Out, Zürich-Kloten, gezeigt wurde. In der Zeit von 1968 bis 1976 lebte Peter Schweri immer wieder im Tessiner Dorf Carona in der Künstlerkommune um Meret Oppenheim, David Weiss; Markus Raetz, Urs Lüthi, Christoph Wenger, Anton Bruhin u. a. und widmete sich intensiv dem zeichnerischen Studium. Unzählige Zeichnungen in verschiedensten Techniken stammen aus dieser Zeit, die in seinem Nachlass vorhanden sind. 1974 bis 1976 widmete er sich auch der Führung des ersten Spezialgeschäftes für makrobiotische und biologisch-dynamische Ernährung in der Schweiz: Mr Natural. Das Geschäft war weit über die Landesgrenzen hinaus bekannt und ein Vorläufer der heutigen Bioläden.
Ab 1975 bereiste er Griechenland, Ägypten und den Sudan und unternahm in den Jahren 1977 bis 1983 ausgedehnte Reisen nach Griechenland, Frankreich und Ägypten. In Griechenland widmete er sich auf selbstgebautem Brett ein Jahr lang dem Windsurfing. Mit seinem Van (Mercedes D190), den er eigenhändig ausbaute, so dass er darin schlafen und leben konnte, unternahm er von 1984 bis 1989 ausgedehnte Reisen. Schweri war ein Denker und Forscher. Sein Wissen um das Vorhandensein des «Universal Skeleton of Art» brachte ihn 1986 zur Erfindung des «ArtCode86». Bildkompositionen mit Bedingungen zu schaffen: das war es, was Schweri interessierte und fesselte. Der Leiter der Graphischen Sammlung der ETH Zürich, Paul Tanner, organisierte im Sommer 1994 die Gruppenausstellung «Kicking boxes billiard» in der ETH Zürich und machte Schweri im Vorfeld der Ausstellung mit dem Informatiker Jürg Gutknecht bekannt. So kam es, dass er von 1994 bis 2001 einen Arbeitsplatz im Rechenzentrum der ETH Zürich innehatte. Zusammen mit Jürg Gutknecht entwickelte er das System «Sakkara» zwecks Schreibens von Partituren typischer konstruktiver Peter-Schweri-Bildkompositionen zur Darstellung am Computer und im Internet. Die Erschaffung von ersten dynamischen konstruktiven Kunstwerken war nun möglich, und Schweri prägte den neuen ureigenen Kunstbegriff «Dynamic Art», die Kreation des interaktiven Totems. Nach 3-jährigem intensivem Studium der Funktionsweise des Internets wurde er 1997 anerkannter Internet-Experte am Institut für Computersysteme der ETH in Zürich. Im gleichen Jahr arbeitete er seine erste eigene Internet-Site aus und stellte sie ins Netz. Bis zum Jahr 2001 entwickelte er seine «Dynamic Art» im Internet weiter, deren Gestalt pro Sekunde fundamental wechseln kann und deren Ablaufzeit je nach Konstellation des Totems von wenigen Sekunden bis zu vielen Milliarden Jahren dauern kann. Aufgrund einer Caldwell-Luc-Operation, der er im Kindheitsalter ohne Narkose unterzogen wurde, verschlechterte sich sein Sehvermögen stetig. Im Jahre 1999 erreichte seine Sehfähigkeit noch 5 %. Dennoch arbeitete er ohne fremde Hilfe an all seinen Kunstsystemen weiter und kreierte im Jahr 2001 noch eine neue verfeinerte «Dynamic Art»-Internet-Site.
2002 im Alter von 63 Jahren erblindete Schweri vollständig, er verstarb am 25. November 2016 in Zürich; seinen Nachlass verwaltet die Künstlerin Stella Diess.

## Projekt «Wirsindkunst»

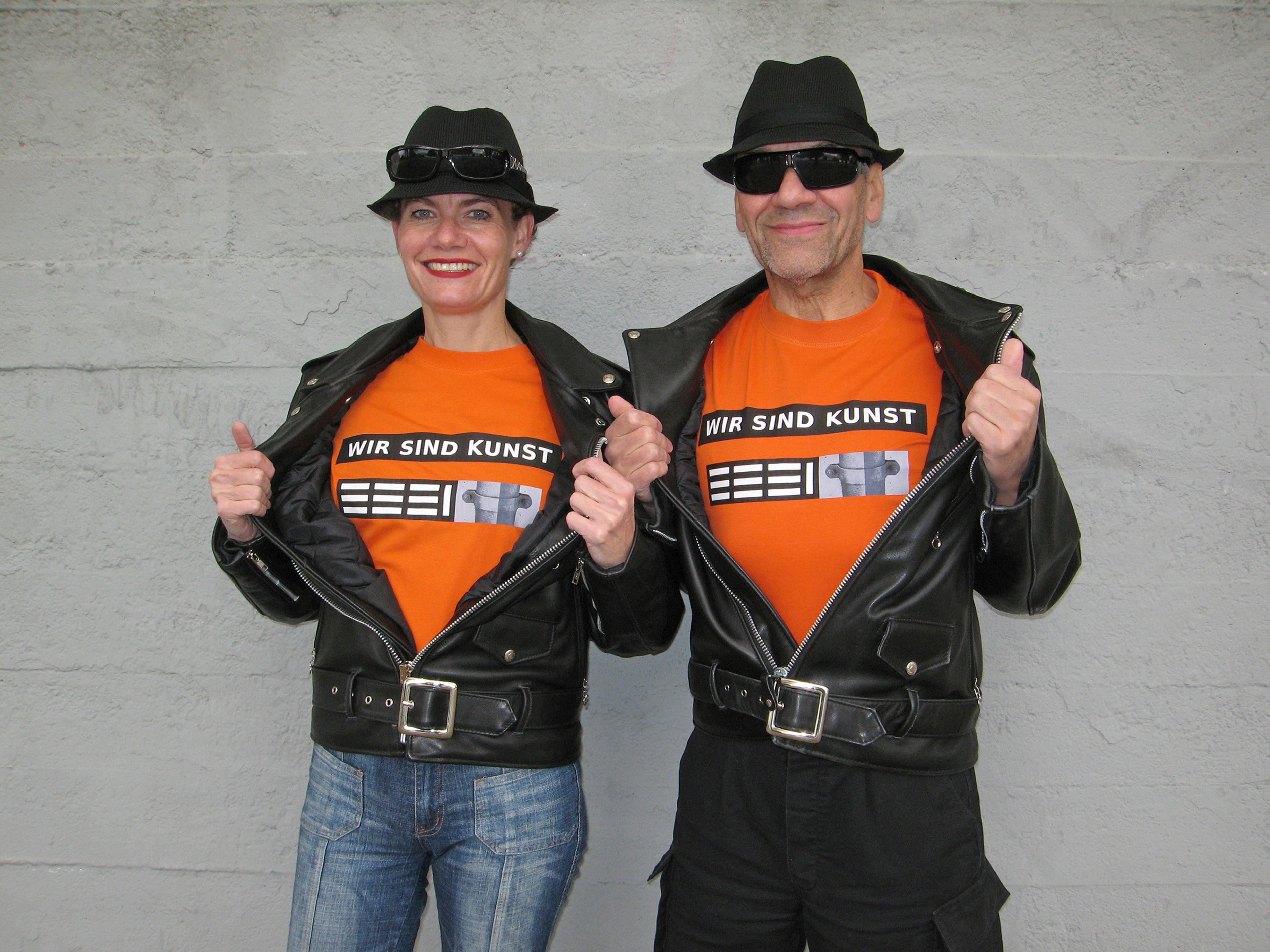
WirsindKunst: Peter Schweri·Stella Diess 2006

Im Sommer 2005 lernte Schweri «durch Zufall» Stella Diess (Geburtsname: Esther Bettina Diess), Tochter der Schauspielerin Miriam Spoerri und des Schauspielers Karl Walter Diess, sowie Nichte von Daniel Spoerri / Theophil Spoerri kennen. Es entstand eine enge künstlerische Zusammenarbeit bis zu Schweris Tod im Jahr 2016. Unter dem Label «Wirsindkunst» arbeiteten Schweri·Diess ab 2005 zusammen, kreierten ihre gleichnamige gemeinsame Website, auf welcher sie im virtuellen Raum ihr Schaffen zeigen. Als Blinder hatte Schweri den Wunsch, sein Konzept «Bilder mit Bedingungen» (ArtCode86) auf die tonale Ebene zu übertragen und «Musikkompositionen mit Bedingungen» auszuarbeiten. Im Jahr 2008 begannen Schweri·Diess mit dem Aufbau eines privaten Musikstudios in Schweris Wohnung, in welchem sie unter dem Label «Wirsindmusik» ihre Musik kreierten und unter der gleichnamigen von ihnen ausgearbeiteten Website präsentieren. Als Blinder musste Schweri die MusicWorkstation Yamaha Motif XS8 zunächst erlernen und Stella sich mit der Postproduction am Computer vertraut machen. Eine erste CD mit 6 Kompositionen entstand 2009 sowie die CD Motion – Peter Plays For Stella (75’05, live gespielt). 2012 entstand die CD Metronmotion mit 8 Kompositionen. Peter Schweri spielte Klavier, forschte und feilte an Tonkombinationen, wie er es früher als Kunstmaler bei seinen Bildern gemacht hatte.

«Als Bildender Künstler habe ich im Bewusstsein des ‹universal skeleton of art› meine eigene Bildsprache entwickelt. Im Jahre 1986 erfand ich den ArtCode86, eine in sich geschlossene Gruppe von 1296 auf der Figur des Doppelquadrates basierenden Bildern. Davon malte ich einige auf Leinwand. Zu jener Zeit hätte ich nicht daran gedacht, dass es mir je möglich sein würde, den vollständigen ArtCode86 zu visualisieren.»

## Ausstellungen
- 1963: Kunstgewerbeschule Zürich.
- 1964:mit Hansjörg Mattmüller in der Galerie Brönnimann in Bern.
- 1966: in der Galerie Actuel in Bern und Genf.
- 1983: Eröffnungsausstellung der Galerie Brigitta Rosenberg in Zürich.
- 1983: «Kunstszene Zürich»
- 1986: «Magische Gruppenausstellung» mit Anton Bruhin, Heinrich Louis Ney und René Wohlgemuth in der Galerie Ursula Wiedenkeller in Zürich.
- 1986: «Kunstszene Zürich».
- 1986, 1987 und 1988: Galerie Silvio R. Baviera in Zürich.
- 1987, 1988: Permanente Ausstellungen in der eigenen Galerie Rotpunkt am Seilergraben in Zürich.
- 1989: Privatausstellung zum 50. Geburtstag in Zürich, gesponsert von Marcel und Marcel.
- 1990, 1991: Galerie Brigitte Weiss in Zürich.
- 1991_ Gruppenausstellung mit Bino Bühler und Heinz Keller im Wengihof Zürich.[15]
- 1991: Gruppenausstellung im Helmhaus Zürich.
- 1992, 1993: Gruppenausstellung im Kunsthaus Oerlikon in Zürich.
- 1994: Gruppenausstellung mit Reiner Ruthenbeck, Imi Knoebel, Blinky Palermo, Peter Schweri, Helmut Federle, John Armleder, Jean-Luc Manz, Peter Fischli / David Weiss, Günther Förg, Gerwald Rockenschaub, Heimo Zobernig «Kicking boxes billiard» in der Graphischen Sammlung der ETH Zürich.[7][8][16][17][18]
- 1994: «Zürcher Künstler, ach was» im Museum Baviera, Zürich.
- 1995: Gruppenausstellung «10 Jahre Art Magazin» in Zürich.
- 1996: Einzelausstellung «Roll Over Malewich – The Flying Double Square» in der Säulenhalle der ETH Zürich. Vorträge mit digitaler Grossprojektion im Auditorium Maximum der ETH Zürich zum Thema «Bilder schreiben».[19][20][21][22][23][24]
- 1999: Gruppenausstellung «Hansjörg Mattmüller – eine falsche Symmetrie» (mit ehemaligen Schülern von Hansjörg Mattmüller, u. a. Simon Beer, Anton Bruhin, H. R. Giger, Urs Lüthi, Muda Mathis, Walter Pfeiffer, Christian Rothacher, Klaudia Schifferle, Peter Schweri, Costa Vece, David Weiss) im Museum/Galerie Silvio R. Baviera.
- 1999: Gruppenausstellung PAGE, Zürich, «Pixel Art 01» Forum für Originalgrafik in Zürich (mit u. a. Cornelia Hesse-Honegger, Urs Lüthi, Vera Molnar, Yves Netzhammer, Martin Schwarz, Peter Schweri, Walter Pfeiffer)[25]
- 1999: Showcase Gallery, Zürich.
- 2005: Teilnahme am Event 150 Jahre ETH.
- 2007: Sonderausstellung zum Thema «Alles ist Spiel! Unterhaltungsmathematik in historischer Perspektive» / Teilnahme mit dem ArtCode86, ETH/Bibliothek
- 2013: Helmhaus Zürich, Serge Stauffer / Kunst als Forschung[26] – Filmmaterial und Zeichnungen[27] von Peter Schweri.
- 2017: Helmhaus Zürich, «Keine Zeit – Kunst aus Zürich» –  Originalbilder, Zeichnungen, ArtCode86, 16mm-Film aus dem Jahr 1969 von Peter Schweri im «kleinen Helmhaus»[28]
- 2018: Peter Schweris Bildsysteme «DYNAMIC ART», wie sie von 1994 bis 2012 im Internet abliefen, können nach einer kompletten Neuprogrammierung 2018 wieder gezeigt werden.[29]
- 2018: Gruppenausstellung in der Galerie Weiss/Falk in Basel «CARONA» (mit Anton Bruhin, Hermann Hesse, Matthyas Jenny, Urs Lüthi, Meret Oppenheim, Markus Raetz, Iwan Schumacher, Peter Schweri, David Weiss)[30]
- 2021: Gruppenausstellung in der Fabbrica Culturale Baviera, CH-6745 Giornico (mit Sigmar Polke, Balthasar Burkhard, Hans Danuser, Luciano Castelli, Urs Lüthi, Manon, Dieter Meier, Walter Pfeiffer, Klaudia Schifferle, Kerim Seiler, Annelies Strba).[31][32]
- 2023: Doppelausstellung in der Galerie Suns.Works in Zürich «MENTAL MASK», Peter Schweri und Grégory Sugnaux.[33]
- 2025: Gruppenausstellung im MASI Museum Lac Lugano «David Weiss Der Traum von Casa Aprile Carona 1968-1978» (mit David Weiss, Anton Bruhin, Matthyas Jenny, Urs Lüthi, Meret Oppenheim, Esther Altorfer, Willy Spiller, Iwan Schumacher, Peter Schweri)[34]

## Auszeichnungen
Paul Tanner, Leiter der Graphischen Sammlung der ETH Zürich, und der Künstler David Weiss empfahlen Peter Schweri als Bildenden Künstler für den Kunstpreis Zollikon 2003. Am 4. Mai 2003 wurde im Rahmen einer öffentlichen Feier im Gemeindesaal, der mit 10'000 Franken dotierte Kunstpreis Zollikon 2003 der Dr. K. und H. Hintermeister-Gyger-Stiftung mit einer Laudatio von Hansjörg Mattmüller überreicht.